# Đột biến nhân tạo
Đột biến nhân tạo là các dạng đột biến do con người tạo ra bằng các tác nhân vật lý hoặc hóa học tác động vào một thời điểm xác định, kiểu gen nhất định nhằm gây ra một đột biến theo ý muốn.
Đột biến nhân tạo dùng chủ yếu cho thực vật, mục đích nâng cao năng suất, chất lượng... sản phẩm cây trồng.